# Mercury (Nevada)
Pour les articles homonymes, voir Mercury.
Mercury est une localité du sud du Nevada, dans le comté de Nye, située à 100 km au nord-ouest de Las Vegas. Ce village voisine avec la Nellis Air Force Range et fait partie intégrante du site d'essais du Nevada, ce qui fait qu'il n'est pas accessible au public.
Le site a été construit en 1950 par la Commission de l'énergie atomique des États-Unis pour accueillir le personnel du site d'essais du Nevada. Mercury débute comme un simple camp militaire à peine aménagé, mais s’agrandit considérablement avec le développement du programme de tests nucléaires américain. En 1951, une enveloppe de 6,7 millions de dollars est allouée au développement de la ville : construction de maisons individuelles et de bureaux. Au début des années 1960, la ville dépasse les 10 000 habitants et compte une école, une cafétéria, une piste de bowling, un cinéma, un bureau de poste et une piscine olympique.
En 1992, la fin des tests nucléaires signe le déclin de la ville qui perd rapidement ses habitants et la plupart des installations sont laissées à l'abandon.
Toutefois, une petite équipe de chercheurs et de militaires reste encore aujourd'hui sur place pour assurer la poursuite d'expériences dites « sous-critiques », visant à assurer la maintenance de l'arsenal nucléaire américain.